# تفتیش عقاید پرتغالی
تفتیش عقاید پرتغالی (انگلیسی: Portuguese Inquisition) به‌طور رسمی در پادشاهی پرتغال در ۱۵۳۶ به درخواست پادشاه آن (فهرست فرمانروایان پرتغال)، ژوآئو سوم تأسیس شد. اگرچه مانوئل یکم، پادشاه پرتغال برای انجام تعهد ازدواج خود با ماریا آراگون، درخواست نصب تفتیش عقاید در سال ۱۵۱۵ برای انجام تعهد ازدواج خود با ماریا آراگون کرذ، تنها پس از مرگ او بود که پاپ پائولوس سوم تسلیم شد.